# Tsagaanlamyn Dügersüren
Tsagaanlamyn Dügersüren fue presidente de Mongolia durante apenas un mes, desde el 20 de mayo de 1972 hasta el 29 de junio de 1972. Este presidente fue elegido por el partido Partido Revolucionario Popular de Mongolia.
Fue el décimo presidente de Mongolia, aunque normalmente no se le toma como tal por haber sido presidente interino. 